# Ґури-Карвацькі
Ґури-Карвацькі (пол. Góry Karwackie) — село в Польщі, у гміні Пшасниш Пшасниського повіту Мазовецького воєводства.
Населення — 74 особи (2011).
У 1975-1998 роках село належало до Остроленцького воєводства.

## Демографія
Демографічна структура станом на 31 березня 2011 року:
|          | Загалом | Допрацездатний вік | Працездатний вік | Постпрацездатний вік |
| -------- | ------- | ------------------ | ---------------- | -------------------- |
| Чоловіки | 33      | 12                 | 18               | 3                    |
| Жінки    | 41      | 10                 | 22               | 9                    |
| Разом    | 74      | 22                 | 40               | 12                   |